# Summer World University Games 2027
Die Chungcheong Summer World University Games 2027 (zu deutsch: Welt-Universitätsspiele 2025, auch kurz: Chungcheong 2027) sind die 34. Sommerausgabe der zweijährlichen Welthochschulspiele unter der Regie der internationalen Universitätssport-Föderation FISU. Sie sollen vom 1. August bis 12. August 2027 in der südkoreanischen Region Chungcheong-do stattfinden.
Die Spiele sind die dritte Sommer-Universiade und die vierten Welthochschulspiele insgesamt in Südkorea. Zuletzt war das Land 2015 Gastgeber der Spiele in Gwangju.

## Vergabe
Die Vergabe erfolgte am 12. November 2022. Neben Chungcheong-do hatte sich noch North Carolina, USA um die Spiele beworben. North Carolina trägt die Nachfolgeveranstaltung 2029 aus. Die Entscheidung wurde am 12. November 2022 in Brüssel bei einem Treffen des Exekutivkomitee der FISU verkündet.

## Sportarten
Neben den 15 verpflichtenden Sportarten steht es dem Organisationskomitee frei bis zu drei weitere Sportarten ins Programm aufzunehmen. Ursprünglich schlug das Organisationskomitee Fußball, Rudern und Segeln vor. Jedoch mussten Fußball und Segeln aufgrund von Problemen mit der Infrastruktur durch Golf und Beachvolleyball ersetzt werden. Beachvolleyball und Rudern wurden bereits 2024 als optionaler Sport ausgetragen, Golf zuletzt 2017. Als Parasportart wurde das Debüt von Para-Taekwondo angekündigt, nachdem 2025 erstmals eine zusätzliche Parasportart bei den Sommerspielen ausgetragen wurde.
Kernsportarten, durch die FISU vorgegeben:
- Badminton (6)
- Basketball (2)
- Bogenschießen (10)
- Fechten (12)
- Geräteturnen (14)
- Judo (15)
- Leichtathletik (51)
- Rhythmische Sportgymnastik (8)
- Schwimmen (42)
- Taekwondo (23)
- Tennis (7)
- Tischtennis (7)
- Volleyball (2)
- Wasserball (2)
- Wasserspringen (13)

Zusätzliche Sportarten, durch die Veranstalter ausgewählt:
- Beachvolleyball (2)
- Golf (4)
- Rudern (14)

Als zusätzliche Para-Sportart wurde angekündigt:
- Para-Taekwondo (14)